# Niccolò Turrisi Colonna
Niccolò Turrisi Colonna (* 10. August 1817 in Palermo; † 13. Mai 1889 ebenda), Baron von Gorgo und Bonvicino, war ein sizilianischer Politiker aus Palermo.
Er war Großgrundbesitzer. Bereits vor der Einigung Italiens entwickelte er ein Nationalgefühl. Nach der Annexion Siziliens durch Italien im Jahre 1860 wurde Turrisi Colonna zum Leiter der Nationalgarde von Palermo ernannt. 1865 wurde er zum Senator ernannt, in den 1880ern diente er zweimal als Bürgermeister von Palermo.
1864 veröffentlichte Turrisi Colonna eine Abhandlung mit dem Titel Pubblica sicurezza in Sicilia nel 1864 (dt.: Öffentliche Sicherheit in Sizilien), in dem er eine „Sekte von Dieben“ beschreibt – eine der ersten schriftlichen Beschreibungen der Mafia, auch wenn er diesen Terminus nicht verwendet. Diese „Sekte“ habe spezielle Erkennungszeichen. Sie pflege einen Kodex der Loyalität und der Nicht-Zusammenarbeit mit der Polizei, den man umirtà oder omertà („Demut“) nenne. Die Sekte sei überwiegend ländlich; in vielen Regionen erhalte sie politische Rückendeckung. Sie setze sich unter anderem aus Farmwächtern und Schmugglern zusammen; sie verbrüdere die besten jungen Leute aus der Landarbeiterklasse und Schmuggler und biete Gewerbetreibenden Schutz an. Sie fürchte die staatlichen Stellen wenig und glaube, der Strafverfolgung entgehen zu können.
Turrisi Colonna warnte vor harten Maßnahmen gegen die Verbrecher – sie würden die Bevölkerung nur noch weiter vom Staat entfremden. Er selbst wurde verdächtigt, einflussreiche Mafiosi in Palermo zu decken. Domenico Farini, langjähriger Senatspräsident, sagte aus, 1876 von Parlamentsmitgliedern gehört zu haben, Colonna sei selbst Oberhaupt der Mafia.